# 熱帶氣旋的影響
熱帶氣旋的影響包括大雨、強風、登陸時的風暴潮和龍捲風。 熱帶氣旋（例如颶風或熱帶風暴）造成的破壞主要取決於其強度、大小和位置。 熱帶氣旋通過移動和重塑沙丘並造成沿海地區廣泛侵蝕，消除了森林樹冠，並改變了沿海地區附近的景觀。 即使在內陸地區，強降雨也會導致山區發生山崩。
熱帶氣旋過後，破壞往往持續。 倒下的樹木可能會堵塞道路，延誤醫療物資的救援，或者減緩電線、電話塔或水管的維修速度，這樣的危險可能會持續數天或數月之久。 積水可能導致疾病傳播，交通或通訊基礎設施可能遭到破壞，從而阻礙清理和救援工作。 全球已有近200萬人因熱帶氣旋死亡。 儘管熱帶氣旋具有毀滅性的影響，但它也是有益的，它可能給乾旱地區帶來降雨，並將熱量從熱帶地區轉移到極地。 在海上，船隻藉其氣流幫助移動。
主要危害包括破壞性大風、碎片和風暴潮。 次要危險包括洪水和火災。 第三級危害包括食品和其他必需品價格飆升，以及傳播疾病等長期危害。

## 海上影響
由於颶風，海港的進出口暫停。 有些人也失去了工作。 成熟的熱帶氣旋可以高達{\displaystyle 6\times 10^{14}}瓦的速度釋放能量。公海上的熱帶氣旋會引起大浪、大雨和大風，擾亂國際航運，有時還會造成船難。 一般來說，熱帶氣旋通過後會攪動海水，降低其後面的海面溫度。 這將降低該區域生成熱帶性低氣壓的機率；在極少數情況下，熱帶氣旋實際上可能會起到相反的作用。2005年的颶風丹尼斯在其身後吹起了溫水，導致緊隨其後的颶風艾米麗達到前所未有的強度。熱帶氣將溫暖、潮濕的熱帶空氣移動到中緯度和極地地區以及影響海洋熱量輸送旋，有助於維持全球熱平衡。如果熱量未能向極地移動（透過熱帶氣旋以及其他方式），熱帶地區將會酷熱難耐。

### 北美殖民
強熱帶氣旋經過時，沉船事件很常見。 此類船難顯著影響歷史演進，甚至影響藝術和文學。1565年，一場颶風導致西班牙人戰勝法國人，控制了卡羅琳堡，並最終控制了北美大西洋海岸。1609年，「海洋探險號」在百慕達附近失事，這導致了百慕達的殖民化，並對於莎士比亞的《暴風雨》提供了靈感。

### 船運

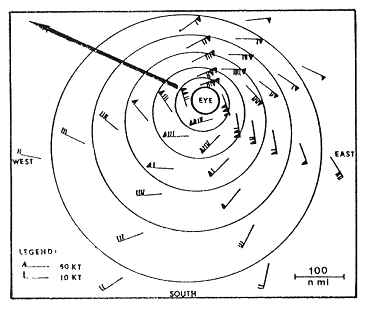
危險的半圓位於右上角，箭頭標記了北半球風暴的運動方向。 請注意，颱風等是不對稱的，半圓僅為方便用詞。

水手們有辦法安全地繞過熱帶氣旋。 他們根據熱帶氣旋的運動方向將熱帶氣旋一分為二，並避免通過北半球氣旋的右段（南半球左段）。水手們將右側稱為危險的半圓，因為最大的降雨和最強的風和海洋都位於風暴的這一半，這是由於氣旋本身的平移加劇了這一側的風速。熱帶氣旋的另一半稱為適航半圓，因為風暴這一部分的危險性有所減弱。
當熱帶氣旋在其附近時，船舶航行的經驗法則是盡可能避開熱帶氣旋，並且不要穿越其預報路徑。

## 登陸後

從20世紀80年代到2010年代，造成10億美元損失的大西洋颶風數量幾乎翻了一番，經通貨膨脹調整後相當現今的11倍多。 這一增長歸因於氣候變化和越來越多的人遷移到沿海地區。

熱帶氣旋最嚴重的影響發生在它們穿過海岸線、登陸然後摧毀船隻和造成死亡。

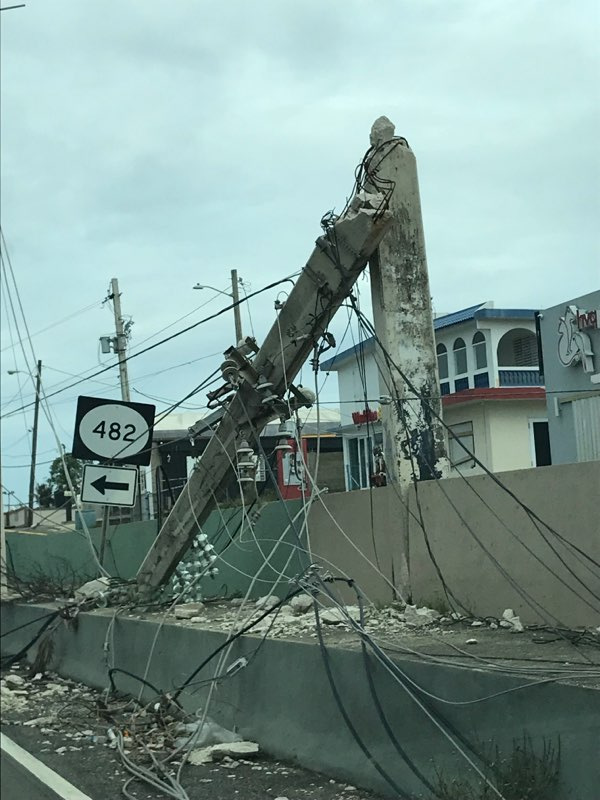
2017 年颶風瑪麗亞過後，波多黎各的混凝土電線桿被折斷，颶風瑪麗亞在美國損失最慘重的熱帶氣旋中排名第四。

### 強風
強風會損毀車輛、建築物、橋樑、樹木、個人財產和其他物體；其飛濺碎片可能致命。 在美國，大型颶風僅佔所有登陸熱帶氣旋的21%，但造成的損失卻佔所有損失的83%。 熱帶氣旋經常導致數以萬計或數十萬人斷電，阻礙重要的通訊並阻礙救援工作。熱帶氣旋若摧毀重要的橋樑、立交橋和道路，可能使向需要的地區運送食品、清潔水和藥品的工作變得更加複雜。此外，熱帶氣旋對建築物和住宅造成的損害可能對一個地區以及該地區的僑民造成經濟損失。

### 風暴潮

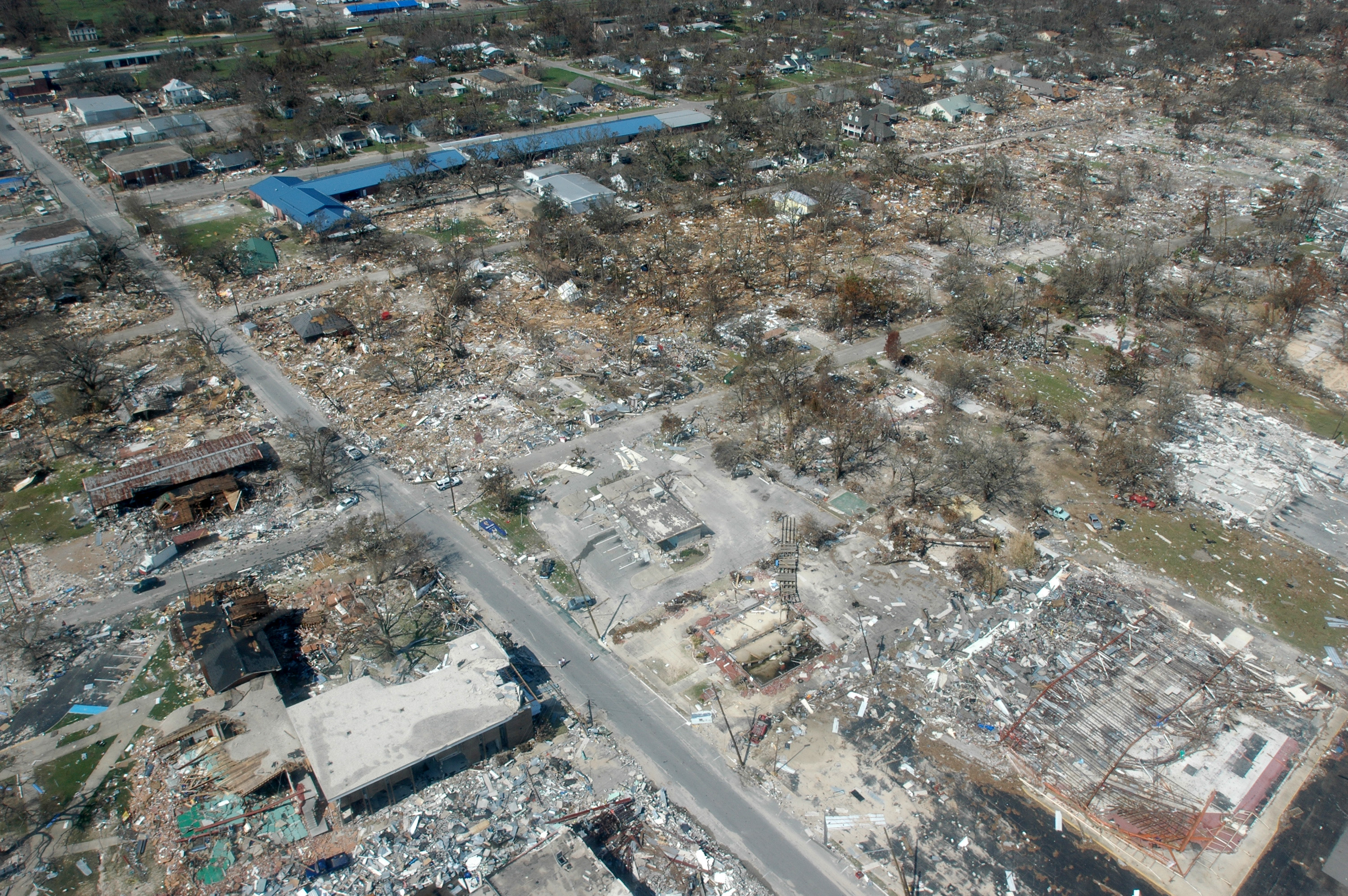
密西西比州格爾夫波特卡特里娜颶風過後。卡特里娜颶風是美國歷史上損失最慘重的熱帶氣旋。

風暴潮或氣旋導致的海平面上升通常是登陸熱帶氣旋造成的最嚴重影響，歷史上 90% 的熱帶氣旋死亡都是由風暴潮造成的。 海平面相對較快的上升可能會向內陸移動數公里，淹沒房屋並切斷逃生路線。 NOAA關於海平面的報告指出，由於氣候變化，颶風期間發生風暴潮的可能性增加，到2050年，發生中度洪水的可能性將增加10倍。 風暴潮可能會對人造建築造成破壞，也會攪動沿海河口的水域，而這些河口通常是重要的魚類繁殖地。

### 傾盆大雨
熱帶氣旋的雷暴活動會產生強降雨，可能導致洪水、泥石流和山體滑坡。 由於居民準備不足，內陸地區特別容易受到淡水洪水的影響。 內陸強降雨最終流入沿海河口，損害沿海河口的海洋生物。 熱帶氣旋過後的潮濕環境，加上公衛設施的破壞和溫暖的熱帶氣候，可能會引發疾病流行。 涉部污水水可能會大大加劇割傷和擦傷的感染。洪水造成的大面積積水也會導致蚊媒疾病。此外，避難所內擁擠的疏散人員增加了疾病傳播的風險。

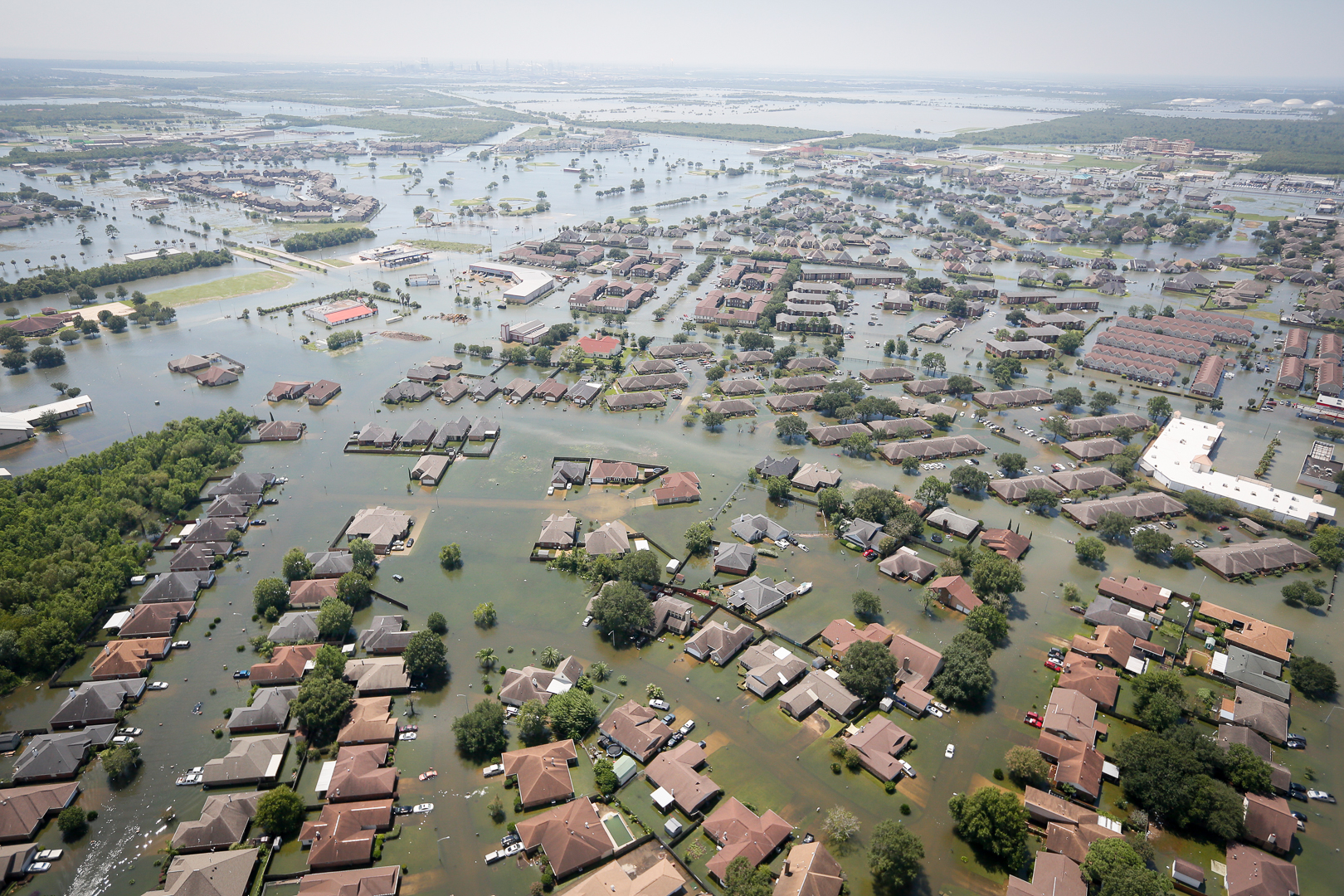
哈維颶風在德克薩斯州亞瑟港引發洪水。哈維是美國歷史上最多水、損失第二大的熱帶氣旋。

儘管氣旋造成了巨大的生命和個人財產損失，但它們顯著影響地區降水，並可能為原本乾旱的地區帶來急需的降水。北太平洋東部的颶風經常為美國西南部和墨西哥部分地區提供水分。 日本一半以上的降雨來自颱風。颶風卡米爾（1969年）避免了乾旱，並結束了沿途大部分地區的缺水狀況，但它也導致259人死亡並造成91.4億美元（2005 美元）的損失。
另一方面，熱帶氣旋的出現會導致其影響地區的降雨量發生巨大變化：事實上，正如在亞熱帶昂斯洛和黑德蘭港等地所觀察到的那樣，氣旋是世界上最極端降雨量變化的主要原因。澳大利亞的年降雨量範圍可以從沒有氣旋時幾乎為零到氣旋豐富時超過1000mm。

### 龍捲風
登陸熱帶氣旋的廣泛旋轉經常（儘管不常見）產生龍捲風，特别是在其右前象限。雖然這些龍捲風通常不像非熱帶龍捲風那麼強烈，但仍然可能會造成嚴重破壞或人員傷亡。風眼渦流也可能產生龍捲風，這種渦流一直持續到登陸。 

## 死亡
| 每年熱帶氣旋導致死亡人數 | 每年熱帶氣旋導致死亡人數 |
| ------------------------ | ------------------------ |
| 澳洲                     | 5                        |
| 美國                     | 25                       |
| 東亞                     | 740                      |
| 全球                     | 10000                    |

在過去兩個世紀中，熱帶氣旋導致全球約190萬人死亡。據估計，每年有10,000人死於熱帶氣旋。 最致命的熱帶氣旋是1970年的博拉氣旋，造成30萬至50萬人死亡。

### 美國
在卡特里娜颶風之前，美國熱帶氣旋的平均死亡率一直在下降。 風暴相關死亡的主要原因已從風暴潮轉向淡水（雨水）洪水。 然而，越來越多的人遷移到沿海邊緣並陷入危險，使每次颶風死亡中位數上升。儘管預警策略進步，路徑預報誤差也有所減少，但只要人們向海岸遷移，死亡人數將持續增長。

## 重建和人口重建

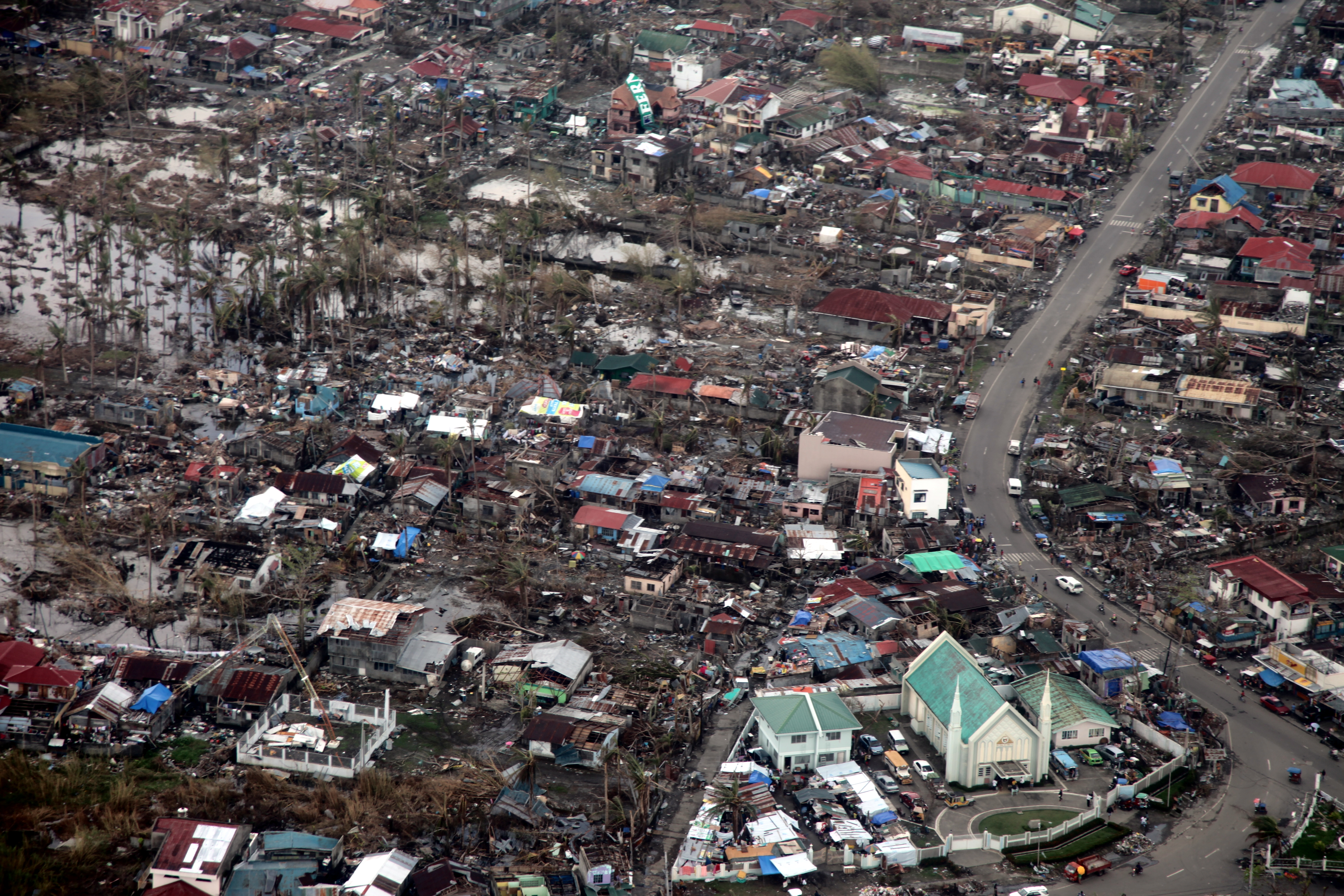
颱風海燕後塔克洛班被毀房屋的航空照片。

雖然熱帶氣旋很可能嚴重破壞定居點，但徹底的破壞會鼓勵重建。 例如，卡米爾颶風對墨西哥灣沿岸造成的破壞刺激了重建，極大地提高了當地的房地產價值。 研究表明，典型的颶風襲擊會使實際房價在數年內上漲幾個百分點，發生三年後的最大影響為3%至 4%。 然而，救災官員指出，重建會鼓勵更多的人生活在明顯危險的地區，這些地區可能會遭受未來致命風暴的襲擊。颶風卡特里娜是最明顯的例子，它摧毀了卡米爾颶風後恢復活力的地區。 許多以前的居民和企業也搬遷到內陸地區，遠離未來颶風的威脅。
在人口較少的偏遠地區，熱帶氣旋可能會造成足夠的人員傷亡，導致奠基者效應。 例如，1775年左右，一場颱風襲擊了平格拉普環礁，再加上隨後發生的飢荒，導致島上人口減少到較低水平。 災難發生後的幾代人中，多達10%的平格拉帕人患有全色盲。 這是因為颱風造成人口減少，而倖存者之一的基因發生了突變，人口瓶頸導致其後代的數量高於正常水平。

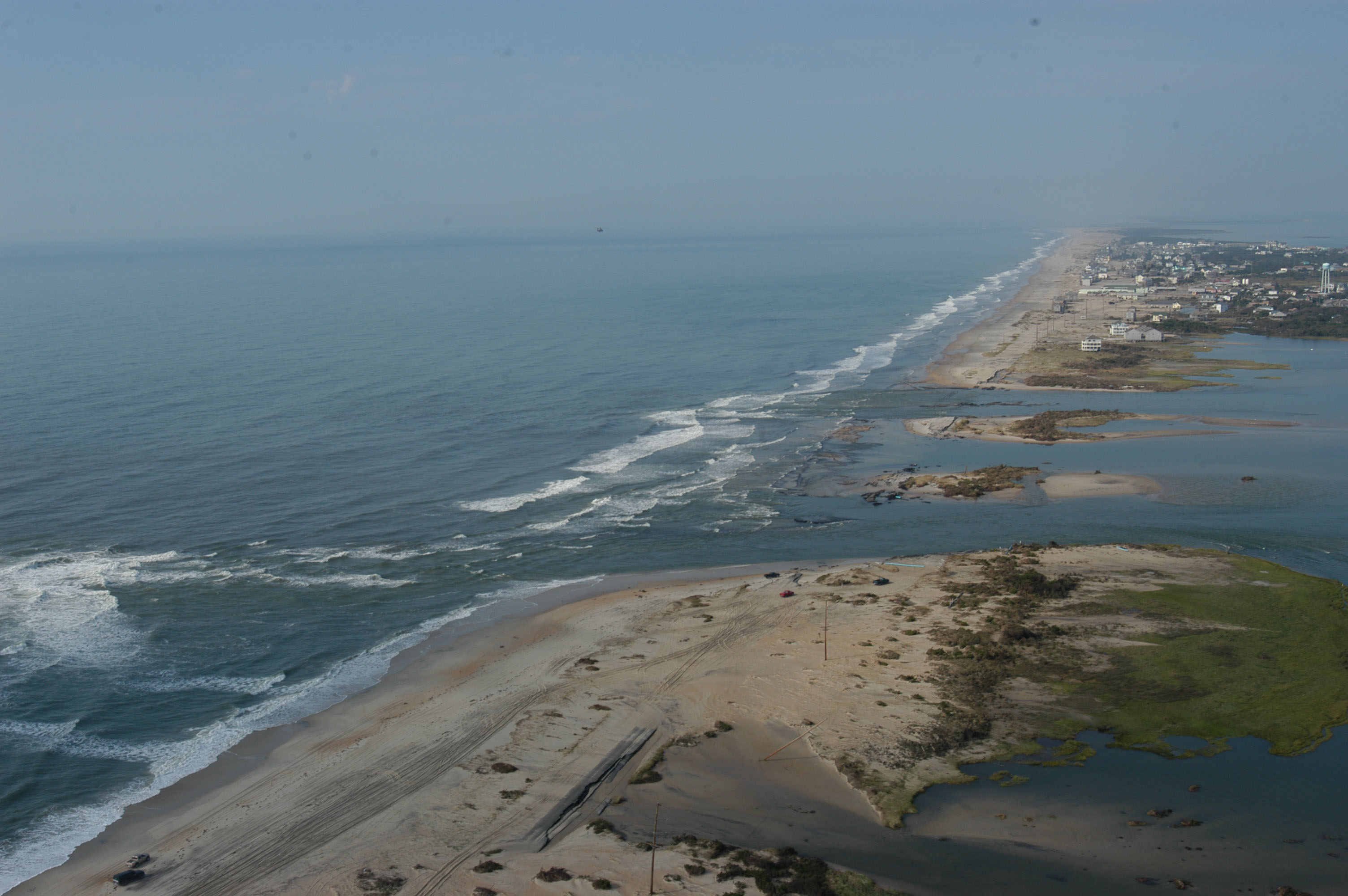
伊莎貝爾颶風 (2003) 對北卡羅來納州外灘群島的影響。

## 對自然資源的影響

### 地貌
熱帶氣旋通過侵蝕海灘和近海的沙子、重新排列珊瑚並改變岸上沙丘的形態，重塑了海岸附近的地質。 它們的雨水被洞穴內的石筍吸收，創造了過去熱帶氣旋影響的記錄。

#### 沿海山脊
伴隨著熱帶氣旋的海浪和風暴潮會侵蝕海底沙子、貝殼沉積物，將珊瑚從其路徑上的近岸珊瑚礁上折斷，並將所有這些碎屑以滾滾物質的形式帶向陸地，這些物質沉積在陸地上， 並形成山脊。
目擊者的敘述證實這種山脊是由嚴重的熱帶氣旋形成的，引用的兩個明顯的例子是1972年10月熱帶氣旋貝貝導致的18公里長、35公尺寬、3.5公尺高的珊瑚瓦山脊沉積在富納富提環礁（中南）以及1958 年1 月，颱風奧菲莉亞在賈盧伊特環礁（馬紹爾群島）沉積了巨大的珊瑚礁。1918年3月，一場強烈的熱帶氣旋襲擊了澳大利亞東北部熱帶地區 ，當時有目擊者稱，氣旋穿過海岸時，洶湧的浪潮沉積了4.5至5.1公尺高的浮石山脊。

#### 石灰岩洞穴石筍
當熱帶氣旋穿過陸地時「輕」成分（即氧18和氧16的不尋常同位素比率）的碳酸鈣薄層沉積在距離氣旋路徑300公里的石灰岩洞穴中的石筍上。
由於熱帶氣旋的雲頂又高又冷，而且空氣潮濕，所以雨水「較輕」。 換句話說，降雨中未蒸發的氧-18含量明顯高於其他熱帶降雨。同位素較輕的雨水滲入地下，滲透到洞穴中，幾週內，氧-18 從水中轉化為碳酸鈣，然後沉積在石筍內的薄層或環中。 石筍內產生的一系列此類事件保留了洞穴半徑 300公里內的氣旋跟踪記錄，可追溯到幾個世紀、幾千年甚至數百萬年.
在伯利茲中部的 Actun Tunichil Muknal 洞穴，研究人員用電腦控制的牙鑽鑽石筍，準確地識別和驗證了 23 年期間（1978 年至 2001 年）發生的 11 次熱帶氣旋的同位素小降雨證據。
在澳大利亞東北部的奇拉戈石灰岩洞穴（距離凱恩斯內陸130公里），研究人員發現了同位素小降雨的證據，並將其與100年的氣旋記錄進行了匹配，並由此創造了從西元1200年到2004年的熱帶氣旋記錄（800年的記錄）。

### 景觀
嚴重的熱帶氣旋會使熱帶森林的樹冠樹木落葉，去除樹上的藤蔓和附生植物，折斷樹冠莖，並導致樹木倒塌。 他們沿路徑造成的景觀破壞程度可能是災難性的，但又變化多端且不完整。 無論大小和類型如何，樹木都會以42公尺/秒的速度折斷。 折斷樹木和散落森林的碎片也為野火提供了燃料，例如1989年持續三個月的大火，燒毀了1,200 平方公里被颶風吉爾伯特摧殘的森林。